# عبد الله الغامدي (لاعب كرة قدم مواليد 1986)
عبد الله سعيد الغامدي لاعب كرة قدم سعودي ، يلعب حارس مرمى.
لعب سابقاً لأندية الهلال و النهضة و المجزل و بيشة و مضر.